# Флоріан Моріс
Флоріан Моріс (фр. Florian Maurice, нар. 20 січня 1974, Сент-Фуа-ле-Ліон) — французький футболіст, що грав на позиції нападника, зокрема за «Ліон» та національну збірну Франції.

## Клубна кар'єра
У дорослому футболі дебютував 1991 року виступами за «Ліон», в якому провів шість сезонів, взявши участь у 126 матчах чемпіонату. Більшість часу, проведеного у складі «Ліона», був основним гравцем атакувальної ланки команди і одним з головних її бомбардирів, маючи середню результативність на рівні 0,35 гола за гру першості.
Сезон 1997/98 провів за «Парі Сен-Жермен», у складі якого того року став володарем Кубка Франції і Кубка французької ліги,
Згодом з 1998 по 2005 рік грав за «Марсель», «Сельта Віго», «Бастію» та «Істр».
Завершував ігрову кар'єру в «Шатору», за який виступав протягом 2005 року.

## Виступи за збірну
1996 року дебютував в офіційних матчах у складі національної збірної Франції.
Загалом протягом трирічної кар'єри в національній команді провів у її формі 6 матчів, забивши один гол.

## Титули і досягнення
- Володар Кубка французької ліги (1):

«Парі Сен-Жермен»: 1997-1998
- Володар Кубка Франції (1):

«Парі Сен-Жермен»: 1997-1998